# Грибанів
Грибанів —  село в Україні, у Кролевецькій міській громаді Конотопського району Сумської області. Населення становить 8 осіб. До 2017 орган місцевого самоврядування — Реутинська сільська рада.

## Географія
Село Грибанів знаходиться в лісовому масиві (сосна, береза) між річками Реть і Глистянка (3-4 км). Поруч із селом протікає пересихаючий струмок зі ставком Лозовик.

## Історія
12 червня 2020 року, відповідно до розпорядження Кабінету Міністрів України № 723-р «Про визначення адміністративних центрів та затвердження територій територіальних громад Сумської області», село увійшло до складу Кролевецької міської громади.
19 липня 2020 року, в результаті адміністративно-територіальної реформи та ліквідації Кролевецького району, увійшло до складу новоутвореного Конотопського району.
5 червня 2025 року Постановою Верховної Ради України № 4483-ІХ «Про перейменування окремих населених пунктів, назви яких містять символіку російської імперської політики або не відповідають стандартам державної мови» село Грибаньове перейменовано на Грибанів. 18 червня 2025 року перейменування набуло чинності.

## Символіка
Зображення грибів відсилає нас до назви села (герб є промовистим). Зелений колір символізує ліси навколо села. Гілочки лози символізують ставок Лозовик.